# Contea di Minquan
La contea di Minquan (民权县S, Mínquán XiànP) è una contea della Cina, situata nella provincia di Henan e amministrata dalla prefettura di Shangqiu.